# James Foad
James Foad, född den 20 mars 1987 i Southampton i Storbritannien, är en brittisk roddare.
Han tog OS-brons i åtta med styrman i samband med de olympiska roddtävlingarna 2012 i London.